# Гурьянов, Георгий Константинович
Гео́ргий Константи́нович Гурья́нов (27 февраля 1961, Ленинград, СССР — 20 июля 2013, Санкт-Петербург, Россия), также известный под псевдонимом Густав, — советский и российский рок-музыкант, художник. В 1984—1990 годах — барабанщик, аранжировщик, автор некоторых басовых партий и бэк-вокалист рок-группы «Кино». Также участвовал в проекте «Поп-механика». С 1990 работал как художник; с 1993 года — почётный профессор петербургской Новой Академии изящных искусств.

## Биография
Родился 27 февраля 1961 года в роддоме Петроградского района Ленинграда в семье геологов: Константина Фёдоровича (06.07.1914 — 26.10.1993) и Маргариты Викентьевны (22.12.1924 — 09.02.2013). Ещё до школы начал заниматься музыкой в музыкальном кружке при ДК им. Козицкого, где учился игре на различных инструментах: на балалайке, домре, фортепиано, гитаре.

В детстве я вставился Led Zeppelin и из-за них пошёл в музыкальный кружок, где мне сказали: «Малыш, для начала научись играть на балалайке». Я научился — но это не звучало как Led Zeppelin. А в музыкальном училище педагог мне говорит: «Играй рок-н-ролл восемь часов в сутки — и приобретёшь опыт». Да пошёл ты, кретин, сам так играй рок-н-ролл!
— из интервью Г. Гурьянова с Игорем Вдовиным
С 1974 по 1976 год учился в средней школе № 363 в Купчино. В 1975 году окончил городскую художественную школу № 1. В 1976 году поступил в Ленинградское художественное училище имени В. А. Серова. Проучившись год, покинул это учебное заведение.
В конце 1970-х — начале 1980-х некоторое время жил в Москве. Был в числе основателей «Клуба друзей Маяковского».
С конца 1980-х годов много путешествовал, посетил Копенгаген и Амстердам, Париж, Рим, Будапешт, Нью-Йорк, Лос-Анджелес, Кадакес (любимый город Сальвадора Дали), долго жил в Берлине, в Лондоне, в Испании (изучал с 1993 года испанский язык). Своими любимыми городами называл Санкт-Петербург, Мадрид и Лондон. Жил и работал в Санкт-Петербурге, в последние годы — на Литейном проспекте.

## Музыка
В 1978—1979 годах играл на бас-гитаре в группе Сергея «Сэма» Семёнова (сейчас «Дядя Сэм»). В 1983 году недолгое время играл в составе панк-группы «Автоматические удовлетворители» Андрея «Свина» Панова. В 1985 году помогал с записью ударных группе «Народное ополчение» в альбоме «Новогодие». В середине 1980-х некоторое время был барабанщиком в группе «Игры».
В 1982 году встретился с Виктором Цоем. С 1984 года начал играть в группе «Кино» как барабанщик, аранжировщик и бэк-вокалист. Играл в группе до гибели В. Цоя в автокатастрофе под Ригой в августе 1990 года и последующего распада группы. На момент гибели Цоя, по свидетельству Гурьянова, группа готовилась вновь отправиться в Токио, где ею должна была заняться влиятельная японская продюсерская корпорация, речь шла о глобальном финансировании. В 1980-х годах был известен под псевдонимом «Густав».
В 1982 году вместе с В. Цоем вошёл в группу «Новые художники». 12 октября 1982 года прошла первая акция «Новых художников» — «Ноль объект». Художников воодушевляли две авангардные идеи: «ноль-культура», то есть поиск сути за общепринятыми смыслами, и «всечество» Ларионова—Зданевича. С 1985 года Г. Гурьянов и В. Цой вместе с «Новыми художниками» становятся художниками ленинградского рок-клуба.
В 1980-е годы Гурьянов начинал сотрудничать с первопроходцами в области электронной музыки в СССР — дуэтом «Новые композиторы». Во второй половине 1980-х годов некоторое время существовал совместный проект музыкантов «Кино» и «Новых композиторов» под названием «Start».
В 1984 году вместе с Т. Новиковым и И. Веричевым исполнял партию в «Балете трёх неразлучников» Д. Хармса на музыку «Новых композиторов» И. Веричева и В. Алахова.
С 1985 года входит в состав индустриальной группы оркестра Сергея Курёхина «Поп-механика», где также принимает участие в качестве барабанщика и вокалиста.
Во время отъезда Виктора Цоя на съёмки фильма «Игла» (1988), в 1987 музыканты группы «Кино» Георгий Гурьянов, Юрий Каспарян и Андрей Крисанов совместно с дуэтом «Новые композиторы» записывают сайд-проект — инструментальный альбом Start, изданный лишь в 2015 году.
Отличался своеобразной, стильной манерой игры на ударных, играя на установке стоя. Делалось это с оглядкой на западных «новых романтиков» вроде «Duran Duran» и пр.
В конце 1980-х годов уделяет внимание культуре «техно», «хаус-музыке» и клубному движению, организовывает первые «рейвы» в Петербурге. В начале 1990-х годов один из вдохновителей и участников первых российских рэйвов: «Гагарин-party 1», «Гагарин-party 2» на ВДНХ и «Мобиле-party» на стадионе в Крылатском в Москве. Разработал дизайн и символику плакатов первых рэйвов.

## Живопись
В 1979 году знакомится с художником Тимуром Новиковым, в 1982 году становится одним из первых участников созданной Новиковым группы «Новые Художники». С того времени начинает выставлять свои работы. Принимал участие в совместных с Новиковым проектах «0-революция», «0-объект». С декабря 1989 года входит в круг художников нового академизма, заявленного Тимуром Новиковым. С этого времени и до конца жизни участвует во многих выставках неокадемического искусства в России и за рубежом.
Денис Егельский отмечает: «В изобразительном искусстве второй половины 80-х годов было всего два направления. Официальное называлось соцреализмом и имело монолитную структуру. Противопоставлялся ему нонконформизм, включавший в себя множество разнообразных течений. Творчество Георгия Гурьянова, не принадлежавшего ни к одному из этих направлений, стоит особняком в истории изобразительного искусства последней четверти XX века.»
В июне 1990 года принял участие в Первой выставке на пролёте Дворцового моста, организованной художником Иваном Мовсесяном, и отражавшей стремление ленинградских художников к публичным акциям. Участники выставки создавали произведения специально для этой экспозиции, в контакте с заданным городским пространством. Экспонированные работы вошли в собрание Музея «Дворцовый мост».
В 1990 году участвовал в проекте «Молодость и красота в искусстве», (конференция и выставка), проведённом Тимуром Новиковым и Дуней Смирновой в ленинградском Доме Учёных.
В 1991 году участвовал в выставке «Академизм и Неокадемизм» в Мраморном дворце (музей В. И. Ленина), вместе с другими первыми неоакадемистами: Т. Новиковым, Д. Егельским и молодым кутюрье К. Гончаровым. Становится одним из первых моделей К. Гончарова, создавшего Модный дом «Строгий юноша»), носит одежду его дизайна (пальто, жилеты, рубашки). С этого времени получает среди друзей оставшийся с ним до конца жизни «титул» — «совесть петербургского стиля». Г. Гурьянов считался одним из «петербургских денди» конца XX — начала XXI века.
21—22 июня 1991 года участвовал во Второй выставке на пролёте Дворцового моста, выставляет монументальное живописное панно «Борцы». Другими участниками выставки были Т. Новиков, И. Мовсесян, Д. Егельский, В. Тузов и др.
10 апреля 1991 года стал победителем телевизионного конкурса «Новое имя России и стран содружества».
В июле 1992 года участвовал в Третьей выставке на пролёте Дворцового моста «Феерия и Аллегория Леонардо» и в выставке «Тайный культ» в Мраморном дворце; на выставке были представлены также работы Вильгельма фон Глёден и французских художников Пьера и Жиля.
В 1993 году круг неокадемистов преображается в институт под названием «Новая академия изящных искусств». «Появление Новой академии рассматривалось как некая игра в новый официоз». Художники неокадемисты — Т. Новиков, Г. Гурьянов, В. Тузов, Д. Егельский и А. Медведев — получают звание почётных профессоров Новой Академии.
12 мая 1993 года открывается первая персональная выставка Г. Гурьянова в Государственном Русском музее (Мраморный дворец). 9—12 декабря 1993 года участвует в выставке «Идея тела в современном русском искусстве» (Гамбург, Выставочный зал Гамбург-мессе). 10—19 июня 1994 года участвует в выставке «Ренессанс и резистанс» в Государственном Русском музее (Мраморный дворец). 4 ноября 1994 года открывается персональная выставка художника «Сила воли» в галерее «Риджина», Москва, куратор — Тимур Новиков. В сентябре 1995 года участвует в выставке «О красоте» в галерее «Риджина», Москва, куратор — Дэн Камерон. В феврале-апреле 1997 года принимает участие в выставке «Новый русский классицизм» в Стеделийк музеум, Амстердам.
В 1998 году картина художника «Гребцы» была выбрана в качестве плаката для Олимпийских гей-игр в Амстердаме.
C 1999 года принимал участие в движении «Новые серьёзные», организованном Тимуром Новиковым.
В сентябре 2001, марте 2003 и в 2004 году проходят персональные выставки художника в петербургской галерее Д-137, галерея также неоднократно представляла работы художника в рамках проекта Арт-Москва. В 2004 году. проходит персональная выставка художника в парижской галерее Orel Art, Париж. В 2011—2012 годах участвует в выставке «Новая академия. Санкт-Петербург» в фонде культуры «Екатерина», Москва, куратор Аркадий Ипполитов. Работы художника составляют основной блок выставки.
С 1991 года и до конца жизни основной темой работ Гурьянова становятся динамичные спортивные сюжеты. Художник воссоздаёт в своей живописи мотивы спортивной фотографии 1930-х годов; другими источниками становятся для него фильмы на спортивные темы — «Олимпия» и «Строгий юноша». Своим обращением в этой теме художник доказывает, что «тоталитарное искусство было само по себе разным и не исчерпывалось плоской идеологией социального или расового насилия». В работах Гурьянова образы Родченко, Рифеншталь и Роома предстают освобождёнными от любой идеологии, кроме власти эстетизма. Образы спортсменов и моряков Гурьянов делает практически автопортретными, чем «стирает с них отпечаток „классовой массы“, заменяя своим личным нарциссизмом пассионарность толпы».
По итогам аналитического обзора российского рынка современного искусства в 2016 году признан самым дорогим художником России последних 10 лет среди достигших карьерного пика после 1991 года и выставлявшихся на аукционах в последнее десятилетие. В частности, «Автопортрет» Гурьянова был продан на летних русских торгах Sotheby’s в 2016 году за 143 тысячи фунтов-стерлингов.

В неокадемизме… роль Гурьянова представляется особенно значительной, потому что он первым приближается к табуированной тоталитарной иконографии… и делает это серьёзно… без защитной маски соц-артовской концептуальной иронии.— Екатерина Андреева 
Работы художника (избранные, живопись):
- «Боксёры», «Керель», «Даёшь гол!» 1991
- «Девушка с копьём» 1994
- «Строгий юноша» Триптих 1994
- «Гребцы» 1998—2000
- «Красный октябрь» 1998
- «Кронштадт» 1998—2003
- «Авиатор» 1999
- «Трактористка» 2002
- «Гимнаст» 2003
- «Трамплин» 2006

## Кино и телевидение
С 1986 года снимается в клипах группы «Кино» и в культовых фильмах «Йя-Хха», «Конец каникул», «Рок», «Асса» и др., играя самого себя.
В 1989 году усилиями Юриса Лесника, Владислава Мамышева-Монро и Тимура Новикова создаётся первая независимая телекомпания в стране под названием «Пиратское телевидение», где Гурьянов неоднократно принимал участие в съёмках. Вел программу ПТВ о спорте «Спартакус».
По словам режиссёра Рашида Нугманова, Гурьянов мог сняться в фильме «Игла»: «Была идея в эпизодической роли человека на дрезине, собирателя анаши, снять Георгия Гурьянова. Но тот отказался». В 2010 году Гурьянов снялся в небольшом эпизоде фильма «Игла Remix» в качестве диджея.

## Болезнь и смерть
Последние годы Гурьянов тяжело болел, у него был диагностирован гепатит C, осложнённый онкологическими заболеваниями печени и поджелудочной железы. 21 июня 2013 года Георгия Гурьянова выписали из больницы им. Боткина, последний месяц он проходил курс химиотерапии в Германии и находился дома в тяжёлом состоянии. Георгий Гурьянов скончался 20 июля 2013 года (через день после смерти лидера рок-панк группы «Король и Шут» Михаила Горшенёва) в своей квартире на Литейном проспекте, в Санкт-Петербурге.
Отпевание прошло 25 июля в Николо-Богоявленском морском соборе в Санкт-Петербурге. Похоронен на Смоленском кладбище.

## Память
27 февраля 2014 года, в день рождения Георгия Гурьянова, в арт-центре «Пушкинская, 10» в Музее Новой Академии Изящных Искусств при поддержке галереи «D-137» была открыта первая выставка, посвящённая художнику и музыканту, — «Мое произведение искусства — я сам». На экспозиции были представлены работы друзей и современников — Тимура Новикова, Натальи Жерновской, Андрея Крисанова, Ирены Куксенайте, Евгения Козлова, Владислава Мамышева-Монро, Дениса Егельского, Едыге Ниязова, Метсура Вольде, Марины Фёдоровой, Андрея Хлобыстина и других. К открытию выставки был подготовлен каталог — первое издание, посвящённое Гурьянову.
В августе 2017 года издательство «АСТ» (Москва) выпустило книгу «Георгий Гурьянов: Я и есть искусство», автором-составителем которой стал Метсур Вольде.
1 июля 2020 года Юрий Каспарян презентовал свой инструментальный проект YK. 22 декабря 2020 года состоялся первый онлайн-концерт YK. В основу программы легли две пьесы Георгия Гурьянова — «Доктор Мабузе» (Dr. Mabuze из альбома Start (1987) группы «Новые композиторы») и «Рига», тема из фильма «Игла» (1988) и новые композиции Каспаряна.

## Фильмография
- 1985 — «Противостояние». Режиссёр Семён Аранович
- 1985 — «Товарищи: Все это джаз» (Comrades: All that jazz). Режиссёр Роджер Миллс. Великобритания
- 1986 — «Йя-Хха». Режиссёр Рашид Нугманов
- 1986 — «Конец каникул». Режиссёр Сергей Лысенко
- 1987 — «Рок». Режиссёр Алексей Учитель
- 1987 — «Асса». Режиссёр Сергей Соловьёв
- 1988 — «Трагедия в стиле рок». Режиссёр Савва Кулиш
- 1989 — «Рок в СССР (Rockin' Soviet)». Режиссёры Винсен Морлигем, Анна Фелотти. Франция
- 1990 — «Секс и перестройка (Sex et perestroïka)». Режиссёры Франсуа Жуффа, Франсис Леруа). Франция
- 1992 — «Последний герой» (документальный). Режиссёр Алексей Учитель
- 1992 — «Прощайте, товарищи (Goodbye Comrades)» (документальный). Режиссёр Андрей Некрасов. Великобритания.
- 1996 — «Музыка волн, музыка ветра» (документальный). Режиссёры Наталия Кирилова
- 1996 — «Солнечные дни» (документальный). Режиссёры Джоанна Стингрей, Александр Липницкий
- 1998 — «Любовная история Мэрилин Монро и Владимира Маяковского» — Маяковский. Режиссёр Ольга Тобрелутс
- 2005 — «Жизнь как кино» (документальный). Режиссёры Ирина Ван, Сергей Холодный
- 2006 — «Просто хочешь ты знать» (документальный). Режиссёр Олег Флянгольц
- 2008 — «Еловая субмарина: Виктор Цой. Дети минут» (документальный). Режиссёр Александр Липницкий
- 2009 — «Последний герой: Двадцать лет спустя» (документальный) Режиссёр Алексей Учитель
- 2010 — «Игла Remix» — диджей. Режиссёр Рашид Нугманов
- 2010 — «Легенды времени: Тимур Новиков» (документальный, Первый канал). Режиссёр Константин Баранов
- 2012 — «Цой — Кино» (документальный, Первый канал). Режиссёр Евгений Лисовский

## Исполнение музыки к фильмам
- 1986 — Конец каникул — драм-машина.
- 1987 — Счастливо оставаться! — драм-машина «Yamaha RX-11».
- 1987 — Асса — ударные.
- 1988 — Игла — драм-машина.
- 2010 — Игла Remix — драм-машина.

## Работы находятся в собраниях
| - Государственный Русский музей, Санкт-Петербург. - Новый музей, Санкт-Петербург. - Собрание галереи «Триумф», Москва. - Частное собрание Ринада Ахметчина. - Частное собрание Шалвы Бреуса. | - Частное собрание Пьера Кристиана Броше. - Частное собрание Виктории Маркиной. - Частное собрание Регины и Владимира Овчаренко, Москва. - Частное собрание Екатерины и Владимира Семинихиных, Москва. |